# Dennis Linde
Dennis Linde (ur. 18 marca 1943 w Abilene, zm. 22 grudnia 2006 w Nashville
) – amerykański piosenkarz, twórca piosenek.
Najbardziej znaną piosenką jego autorstwa była Burning Love, spopularyzowana przez Elvisa Presleya.